# Guía (hostelería)
Guía es en hotelería el representante del tour operador en el establecimiento hotelero. Actúa de vínculo entre la compañía de viajes y los clientes del hotel. El guía proporciona todo tipo de información y asistencia a sus clientes desde que los recoge en el aeropuerto, durante las vacaciones y al llevarlos de nuevo al aeropuerto para volver a su lugar de origen. Aunque una de sus zonas de trabajo está dentro del establecimiento hotelero, éste no recibe órdenes directas de la dirección del hotel, sino del jefe de guías del tour operador. Los guías suelen tener un status privilegiado en las zonas turísticas debido a que cuentan con gran popularidad en los establecimientos de ocio de las cercanías de los hoteles, obteniendo descuentos en algunos restaurantes, consumiciones gratis en clubs nocturnos y bares, e ingresos económicos extra al dirigir a completas agrupaciones de turistas a los establecimientos con los que han concertado cita previamente en un recorrido nocturno llamado Citycrawl.
- Datos: Q6441534